# Неигровой персонаж
Неигрово́й персона́ж (англ. Non-player character), или неигра́бельный персонаж (англ. Non-playable character), сокр. NPC (жарг. не́пись) — персонаж в играх, который не находится под контролем игрока. В компьютерных играх поведение таких персонажей определяется программно. В настольных ролевых играх неигровым персонажем управляет мастер (ведущий игры).
В компьютерных и настольных ролевых играх термином «NPC» обозначаются персонажи, общающиеся с игроком, независимо от их отношения к игровому персонажу. NPC могут быть дружественными, нейтральными и враждебными. Неигровые персонажи служат важным средством создания игровой атмосферы, мотивируют игроков совершать те или иные действия и являются основным источником информации об игровом мире и сюжете игры. Частным случаем NPC в современных играх является босс — враждебный персонаж (как правило, главный антагонист), которого необходимо победить, чтобы пройти всю игру или отдельный уровень.
«Неигровой персонаж» — типичная устоявшаяся ошибка бюджетных переводов компьютерных игр, так как буквальный смысл английского словосочетания — «персонаж не-игрока» (то есть «управляемый не игроком»), в то время как понятие «неигровой» обозначает персонажа, находящегося вне игры, с которым невозможно взаимодействие. В современных переводах настольных ролевых игр термин «NPC» обычно переводится как «персонаж ведущего».

## Интернет-мем
В интернет-культуре выражение «неигровой персонаж» иногда используется как оскорбление, подразумевающее, что человек неспособен самостоятельно мыслить и формировать собственное мнение и может лишь бездумно следовать трендам. Обычно сопровождается картинкой «NPC-Вояк», вариацией Вояка серого цвета c заострённым носом и лишённым выражения, примитивно отрисованным лицом.